# Конституция республики Вермонт (1777)
Первая Конституция Вермонта была разработана в июле 1777 года, почти через пять месяцев после того, как Вермонт объявил себя независимой страной, теперь часто называемой республикой Вермонт. Конституция действовала до её обширного пересмотра в 1786 году. Вторая Конституция Вермонта вступила в силу в 1786 году и просуществовала до 1793 года, через два года после того, как Вермонт был принят в состав США в качестве четырнадцатого штата. В 1791 году Вермонт стал четырнадцатым штатом США, а в 1793 году он принял свою нынешнюю Конституцию.

## Конституция 1777 года
Конституция 1777 года была первой конституцией, которая запрещала взрослое рабство, предоставляла избирательное право неземельным мужчинам и устанавливала бесплатное государственное образование. Конституция была принята 8 июля 1777 года в таверне в Виндзоре, теперь известной как Старый дом Конституции и управляемой как Государственный исторический объект. Конституция состояла из трех основных частей. Первая была преамбулой, напоминающей Декларацию независимости Соединенных Штатов:
Для благополучия и безопасности жителей этого государства совершенно необходимо, чтобы отныне оно было свободным и независимым государством и чтобы в нем существовала справедливая, постоянная и надлежащая форма правления, основанная только на народном авторитете, согласном с руководством почтенного американского Конгресса.
Доктор Джонас Фэй был делегатом конвенции. Его назначили председателем комитета, который разрабатывал проект Декларации, объявляющей о создании Республики Вермонт.

### Глава первая
Вторая часть Конституции 1777 состояла из первой главы Конституции. Эта глава состояла из 19 статей, гарантирующих различные гражданские и политические права в Вермонте:
- Первый раздел Конституции провозглашал, что "все люди рождаются одинаково свободными и независимыми и обладают определенными естественными, неотъемлемыми и неотчуждаемыми правами, среди которых — защита жизни и свободы; приобретение, обладание и защита собственности, а также стремление и получение счастья и безопасности". Далее в статье говорилось, что из-за этих принципов "ни один мужчина, рожденный в этой стране или привезенный из-за моря, не должен быть удержан по закону, чтобы служить какому-либо лицу в качестве слуги, раба или ученика после того, как он достигнет возраста двадцати одного года...". Это был первый частичный запрет на рабство в Америке, он не был строго соблюден[4][5], и рабство в государстве сохранялось, по крайней мере, еще шестьдесят лет.[6]
- Второй раздел провозглашал, что "частная собственность должна быть подчинена общественному использованию, когда этого требует необходимость; тем не менее, всякий раз, когда собственность какого-либо конкретного человека берется для общественного использования, владелец должен получать эквивалент в деньгах."
- Третий раздел устанавливает свободу вероисповедания.
- Старый дом Конституции в Виндзоре, штат Вермонт, где была подписана Конституция Республики Вермонт.С четвёртого по седьмой раздел Правительство подчинялось интересам народа.
- Восьмой раздел давал всем свободным людям право голоса (даже если они не владели собственностью).
- В девятом разделе говорится, что, поскольку каждый человек имеет право на защиту своей жизни, свободы и собственности, он должен внести свою долю в счет этой защиты.
- Десятый и одиннадцатый разделы касаются надлежащей правовой процедуры.
- Четырнадцатый и пятнадцатый раздел касались свободы слова, свободы печати, права на ношение оружия и подчинения военных гражданской власти.
- В семнадцатом разделе признается право на эмиграцию.
- В восемнадцатом разделе признаются права собраний и петиций.
- Девятнадцатый раздел гласит, что никто не должен подлежать транспортировке из Вермонта в любое другое место, где его будут судить за преступления, совершенные в Вермонте.

### Глава вторая
Вторая глава Конституции определяет структуру правительства.
- Первый, второй, третий и четвёртый разделы второй главы предусматривают ,что "...содружество или штат Вермонт в дальнейшем управляются губернатором, заместителем губернатора, советом и палатой представителей". Разделы наделяют исполнительной властью губернатора и совет, а законодательной — Палату представителей и требует создания суда в каждом округе.
- Раздел пятый предписывает всеобщую военную подготовку.
- В разделе шесть говорится, что каждый человек в возрасте не менее 21 года (даже те, кто не владеет собственностью) может голосовать, если они дают клятву, обещая голосовать в соответствии с интересами штата Вермонт.
- Разделы семь, восемь и девять, а также разделы c одиннадцатого по шестнадцатый предусматривают ежегодные выборы сенаторов и ежегодные сессии законодательных органов.
- В разделе десятом говорится, что законодательный орган должен избрать делегатов в Континентальный Конгресс.
- Разделы семнадцать и восемнадцать касаются полномочий губернатора и совета, в частности наделения губернатора полномочиями главнокомандующего Вооруженными силами.

## Конституция 1786 года
Конституция Вермонта 1786 года установила большее разделение властей, чем то, что преобладало в соответствии с Конституцией 1777 года. В частности, конституция запрещала кому бы то ни было одновременно занимать более одной из определенных должностей: губернатору, вице-губернатору, судье Верховного суда, казначею штата, члену Совета губернатора, члену законодательного органа, генерал-инспектору или шерифу. Конституция также предусматривает, что законодательный орган больше не может функционировать в качестве апелляционного суда или иным образом вмешиваться в дела, рассматриваемые судами, как это часто делалось раньше.
Конституция 1786 года продолжала действовать до того момента, когда в 1791 году Вермонт совершил переход от независимости к статусу одного из Штатов США. В частности, губернатор, члены губернаторского совета и другие должностные лица государства, включая судей во всех судах, просто продолжали выполнять свои обязанности, которые уже осуществлялись.

## Конституция 1793 года
Конституция 1793 года была принята через два года после вступления Вермонта в США и продолжает действовать, с различными более поздними поправками, по сей день. Она исключил все упоминания о жалобах на короля Георга III и на штат Нью-Йорк. В 1790 году законодательный орган Нью-Йорка окончательно отказался от своих претензий на то, что Вермонт был частью Нью-Йорка.